# 두류동
두류동(頭流洞)은 대구광역시 달서구의 법정동이다. 넓이는 2.44km2이고, 인구는 2008년 기준으로 31,605명이다.

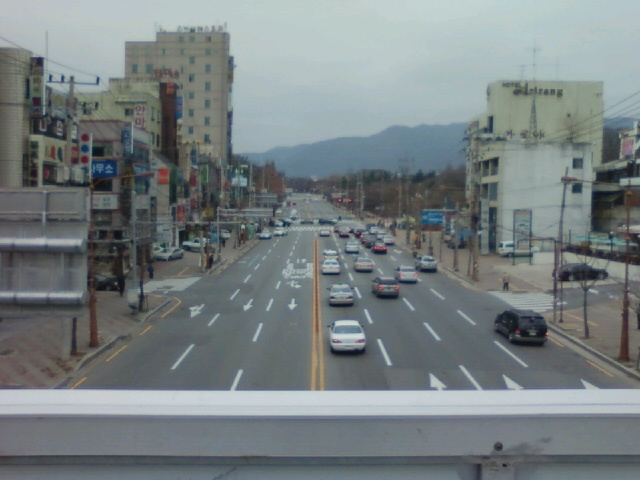
두류공원로의 육교 위에서 바라본 두류동의 전경.

두류1·2동과 두류3동이 행정동으로 설치되어 있으며, 1988년 달서구의 분구 때 서구 내당동의 일부 지역(4~6동)을 분리하여 신설한 동이다.
서구 내당동, 중구 남산동, 남구 대명동과 만나는 지역이며, 달서구에서 대구 시내 지역인 중구와 가장 가까운 곳이다.

## 명칭 유래
두류동의 명칭은 두류산(대구타워)에서 따 왔다. 대신 83타워가 있어서 타워 일대에는 고도제한이 걸려 있다.

## 역사
- 1970년 7월 1일 : 내당5동을 신설하였다.[1]
- 1982년 9월 1일 : 내당6동을 신설하였다.[2]
- 1988년 1월 1일 : 대서로 이남의 내당동 지역을 신설된 달서구에 편입하였다.[3]

| 대구시 조례                                 |                                               |
| 구 행정구역                                 | 신 행정구역                                   |
| 서구 내당동 일부(내당5동, 내당4동, 내당6동) | 달서구 두류동 일원(두류1동, 두류2동, 두류3동) |
- 2011년 5월 9일 두류1동, 두류2동을 두류1·2동으로 합동하였다.[4]

## 명소
- 이월드

## 주거

### 오피스텔
두류동
- 동양종합건설 두류역 아이작큐브: 2018년 2월 입주.

## 같이 보기
- 대한민국의 지리